# 85 mm-es hadosztályágyú (D–44)
A 85 mm-es hadosztályágyú (D–44) (oroszul 85-мм дивизионная пушка Д-44) egy szovjet gyártmányú 85 mm űrméretű tábori löveg volt, amelyet 1946-ban állítottak hadrendbe. A 76 mm-es 1942 mintájú hadosztályágyú (ZISZ–3) leváltására tervezték. Az orosz hadseregben már nem alkalmazzák, az egyetlen aktív üzemeltető Pakisztán, ahol nagyjából 200 darab kínai 56-os típusú löveget használnak. Háborús alkalmazására is sor került a vietnámi és az arab háborúk során.

## Áttekintés
A D–44 tervezése 1943-ban vette kezdetét a 9-es számú üzem tervezőirodájában, gyártását pedig 1944-ben kezdték meg. GRAU-kódja az 52–P–367. A D–44N egy, az 1960-as években kifejlesztett változat volt APN 3–7 infravörös irányzékkal éjszakai harchoz. Kína a koreai háború során kapott D–44 ágyúkat, majd saját másolat gyártásába kezdett az 1960-as évek elején 56-os típus jelölés alatt. A lengyel hadsereg is rendelkezett saját fejlesztésű változattal, melyet D–44M és D–44MN jelöléssel láttak el. Ezeket az 1980-as évek elején fejlesztették ki és elektromos rendszerrel láttak el.
Az ágyúcsövet a T–34–85 harckocsi csövéből fejlesztették ki, amely percenként 20-25 lövedék kilövésére volt képes. Az ágyúhoz nagy rombolóerejű, páncéltörő és kumulatív lövedékeket lehetett használni, ezenfelül a BR–365P jelű nagy kezdősebességű páncéltörő nyomjelző lövedéket is rendszeresítették, amely 1000 méteres távolságból 100 mm páncél átégetésére volt képes 90 fokos becsapódási szög esetén, illetve a BR–367P jelű lövedéket, amely hasonló körülmények között 180 mm páncél leküzdését tette lehetővé. A háború után kifejlesztett O–365K nagy rombolóerejű lövedék 9,5 kg tömegű volt és 741 gramm TNT-vel volt töltve, míg a BK–2M szárny stabilizált kumulatív lövedék már 300 mm vastag acéllemezt üthetett át. A kínai 56-os típus kumulatív lövedékének maximális lőtávolsága 970 méter volt, amelyen belül 65 fokos becsapódási szög esetén 100 mm páncél átütésére volt képes.
Az ágyú a GAZ AA kerekeit kapta meg, vontatásához egy 2,5 tonnás teherautót, terepen Ja–12 vontatót használtak 20-25 km/h átlagos vontatási sebességgel és 11 km/h sebességgel terepen, műúton a maximális vontatási sebesség 55 km/h volt. 
A löveg az OP2–7 irányzékkal volt felszerelve, melynek 5,5-szeres nagyítása volt. Az irányzék maximális lőtávolsága 1500 méter.

## Gyártás
A D–44 ágyút 1945-től 1953-ig gyártották. 1948–1950 között éves szinten több, mint kétezer darab készült. A D–44 alapján fejlesztették ki a 85 mm-es D–48 jelű páncéltörő ágyút, illetve a löveg alvázának felhasználásával hozták létre az RPU–14 rakéta-sorozatvetőt.

## Alkalmazók
Az 1950-es évekre a D–44 ágyút exportálták a varsói szerződés országainak, ahol a kelet-német hadsereg egészen a vasfüggöny lehullásáig rendszerben tartotta a típust. 
- Albánia
- Algéria
- Bissau-Guinea
- Bulgária
- Egyiptom
- Észak-Korea
- Grúzia
- Guinea
- Irak
- Irán
- Kambodzsa
- Kína
- Kuba
- Laosz
- Lengyelország
- Magyarország
- Mali
- Marokkó
- Mozambik
- Románia
- Srí Lanka
- Szomália
- Szudán
- Vietnám
- Zambia

## Fordítás
Ez a szócikk részben vagy egészben  a(z)   85 mm divisional gun D-44 című angol Wikipédia-szócikk ezen változatának fordításán alapul.  Az eredeti cikk szerkesztőit annak laptörténete sorolja fel. Ez a jelzés csupán a megfogalmazás eredetét és a szerzői jogokat jelzi, nem szolgál a cikkben szereplő információk forrásmegjelöléseként.